# Powiat Topolczany
Powiat Topolczany (słow. okres Topoľčany) – słowacka jednostka podziału terytorialnego znajdująca się w kraju nitrzańskim. Powiat Topolczany zamieszkiwany jest przez 74 089 obywateli (w roku 2001), zajmuje obszar 597 km². Średnia gęstość zaludnienia wynosi 124,10 osób na km².
Siedzibą powiatu jest miasto Topolczany.